# اسفندی (سرده)
اسفندی، شفتی (نام علمی: melanocarpus) (به انگلیسی: soft fruited) نام یک سرده از گیاهان است. این جنس در ایران یک گونه گیاه درختچه ای به نام اسفندی (نام علمی: melanocarpus crithmifolius) دارد که در خراسان می‌روید و علاوه بر ایران در ترکمنستان و افغانستان نیز دیده می‌شود.